# Fables of the Reconstruction
Fables of the Reconstruction — третій студійний альбом рок-гурту R.E.M..

## Список композицій
Всі пісні написані Білл Беррі, Пітер Бак, Майк Міллз, і Майкл Стайп.
Перша сторона
1. "Feeling Gravitys Pull" – 4:51
2. "Maps and Legends" – 3:10
3. "Driver 8" – 3:23
4. "Life and How to Live It" – 4:06
5. "Old Man Kensey" (Jerry Ayers, Berry, Buck, Mills, and Stipe) – 4:08

Друга сторона
1. "Cant Get There from Here" – 3:39
2. "Green Grow the Rushes" – 3:46
3. "Kohoutek" – 3:18
4. "Auctioneer (Another Engine)" – 2:44
5. "Good Advices" – 3:30
6. "Wendell Gee" – 3:01

## Учасники запису
R.E.M.
- Білл Беррі – Барабани і бек-вокал
- Пітер Бак – гітара
- Майк Міллз – бас-гітара і бек-вокал
- Майкл Стайп – Вокал і губна гармоніка

## Чарти

### Альбоми
| Рік  | Чарт               | Позиція |
| ---- | ------------------ | ------- |
| 1985 | U.S. Billboard 200 | 28      |
| 1985 | UK Albums Chart    | 35      |

### Сингли
| Рік  | Пісня                      | Чарт                             | Позиція |
| ---- | -------------------------- | -------------------------------- | ------- |
| 1985 | "Cant Get There from Here" | Billboard Mainstream Rock Tracks | 14      |
| 1985 | "Driver 8"                 | Billboard Mainstream Rock Tracks | 22      |